# Casimir de Balthasar

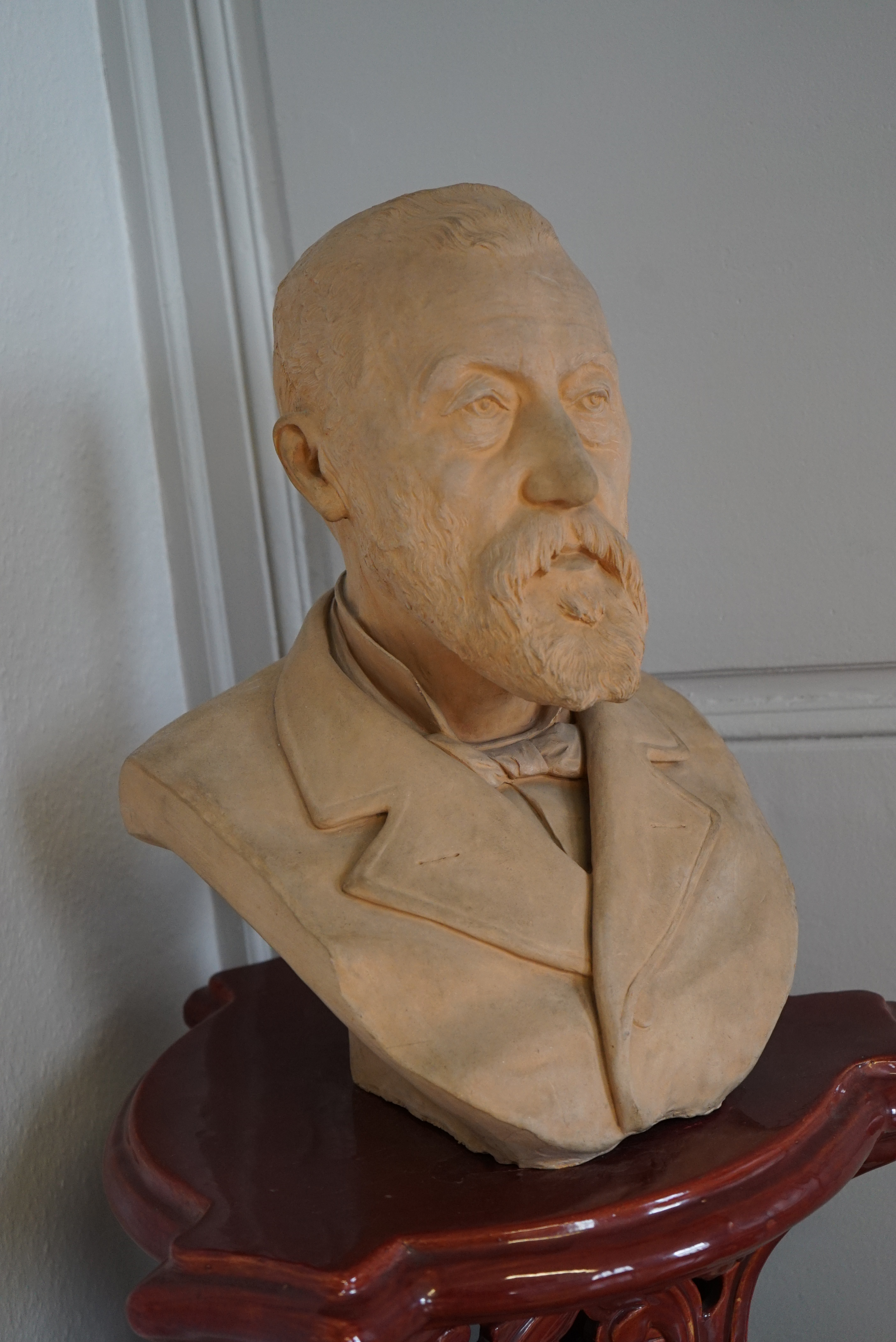
Buste van Casimir de Balthasar

Casimir de Balthasar, graaf van Gachéo (Hayange, 4 november 1811 - Parijs, 8 februari 1875) was een Franse kunstschilder.

## Levensloop
Casimir de Balthasar werd geboren in een adellijke familie van Hongaarse afkomst. Hij was ook verwant aan de familie de Wendel, grootindustriëlen in Lotharingen. In 1830 trok hij naar Parijs om zich te bekwamen in de schilderkunst. Hij kreeg les van Louis Hersent, Paul Delaroche en Ary Scheffer. Hij werd erg beïnvloed door de romantische school. Vanaf 1833 exposeerde hij in de jaarlijkse salons.
De Balthasars huwelijk bleef kinderloos.
Hij werd Ridder in het Legioen van Eer.

## Werk
De Balthasar schilderde vooral bijbelse en historische werken. Hij maakte ook veel schilderijen van zijn familieleden en er zijn veel studies en aquarellen van hem overgeleverd. Daarnaast bekwaamde hij zich in het schilderen op glas met het oog op het maken van glasramen voor kerken.

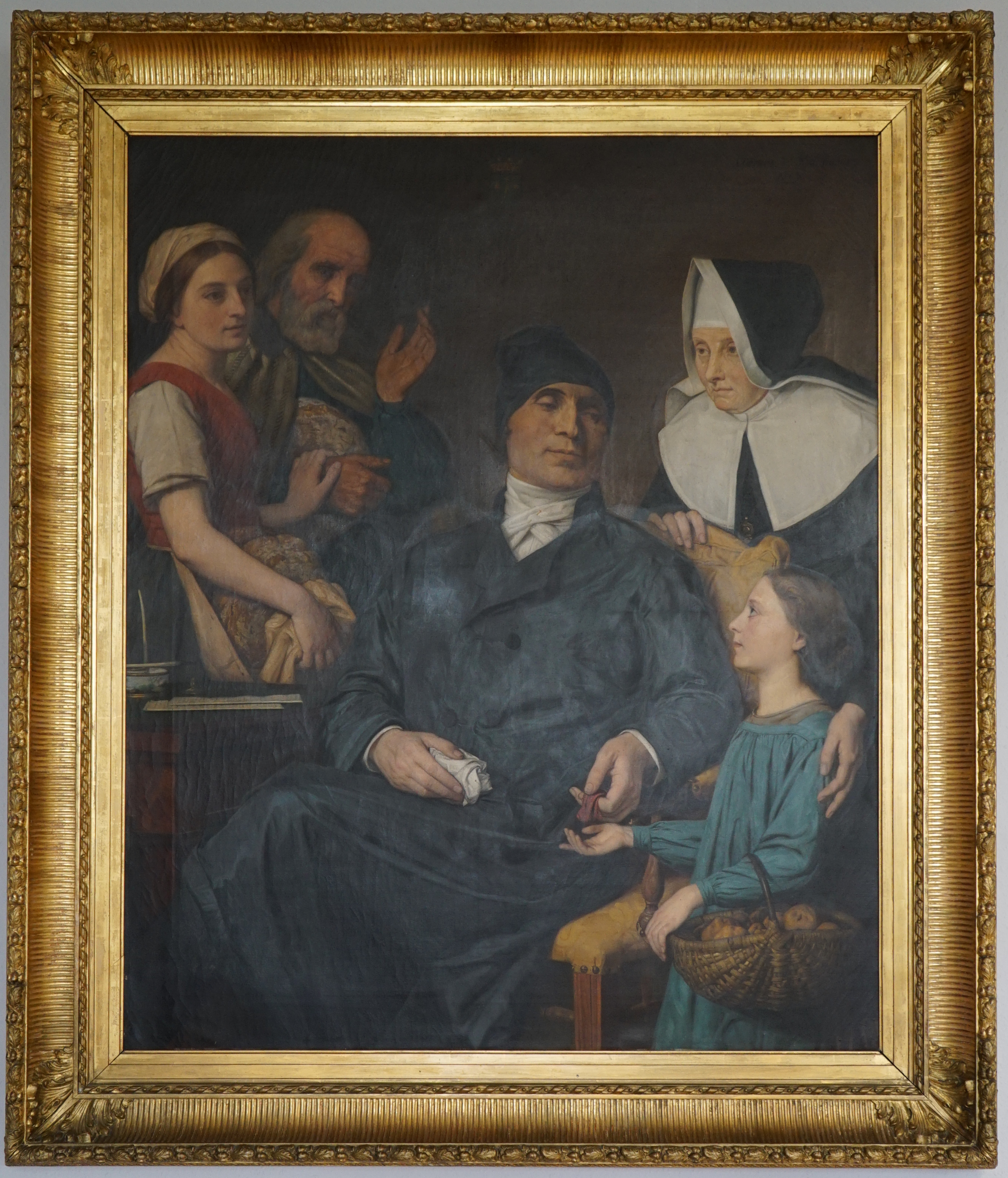
Firmin Gouvion (Musée d'Art et d'Histoire, Toul)
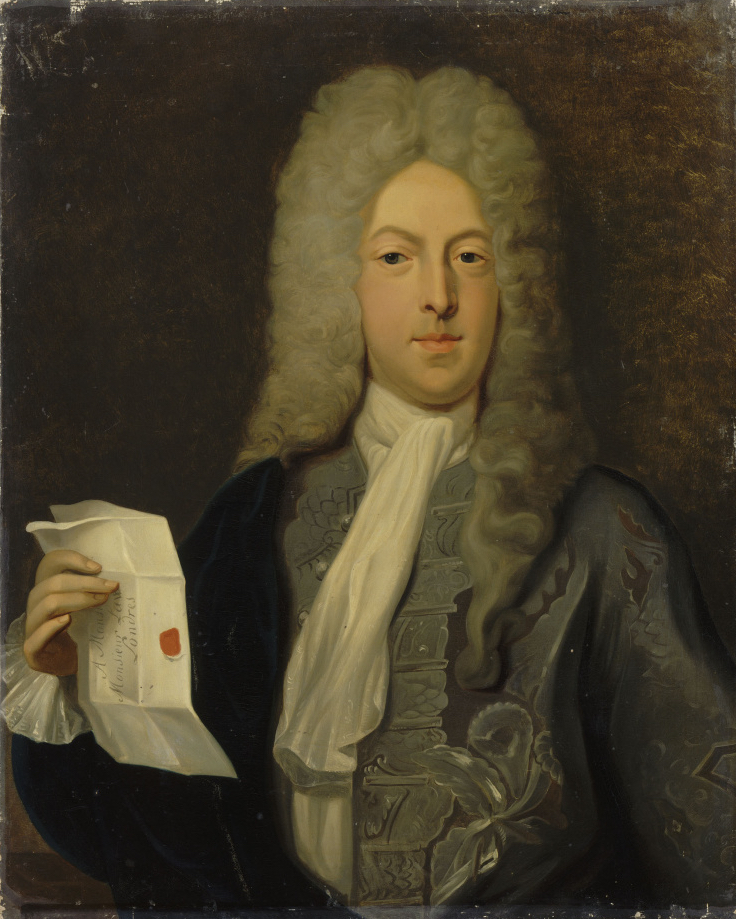
John Law (Musée de la Compagnie des Indes, Port-Louis)
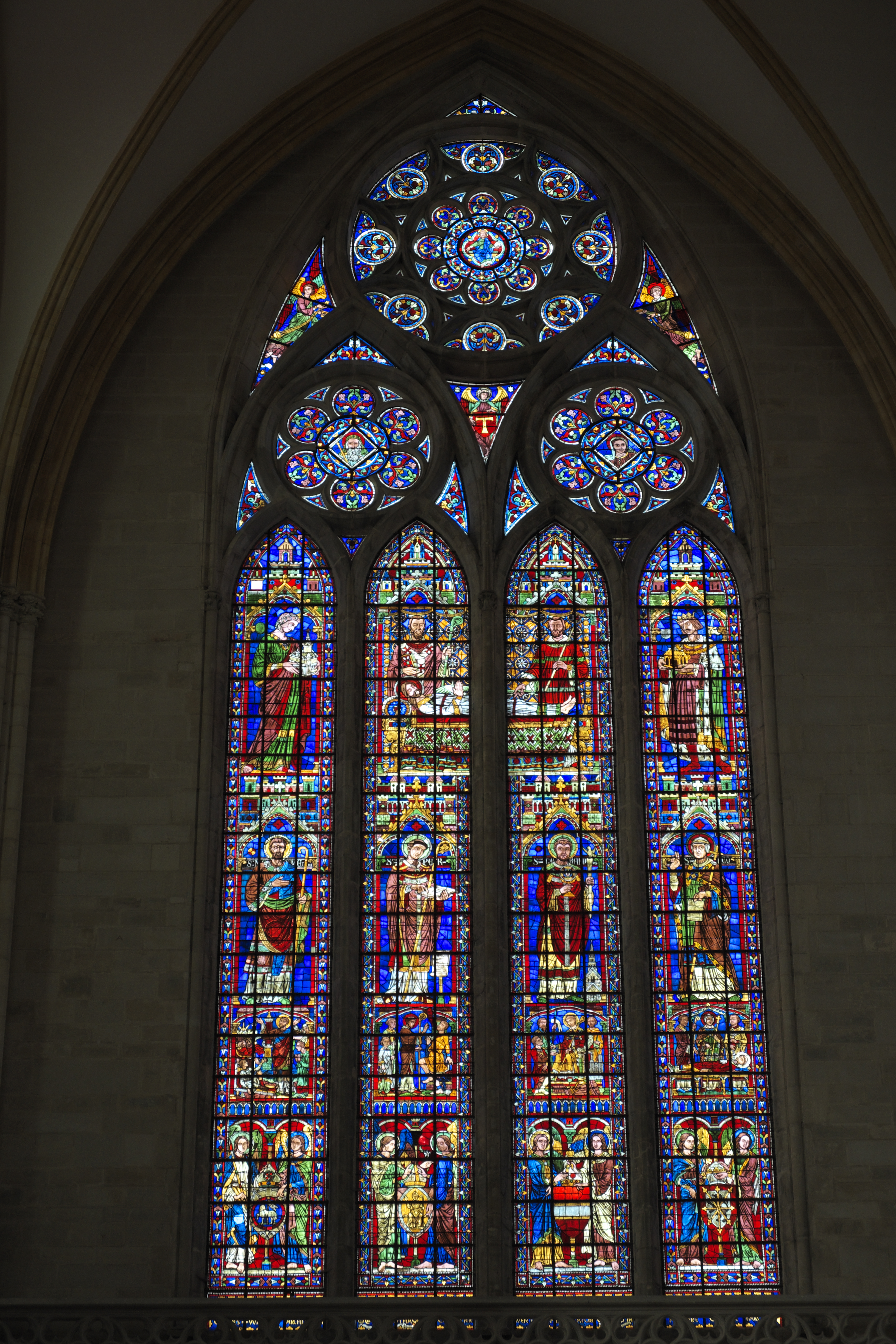
Glasraam in de kathedraal van Toul